# Aaron Vale
Aaron Vale (* 6. November 1968 in Texas) ist ein US-amerikanischer Springreiter. 

## Karriere
Aaron Vale hat bereits mehr als 160 Große Preise und über 3 Millionen Dollar Preisgeld gewonnen.
Mit 8 Jahren ritt Vale sein erstes Turnier, seinen ersten Großen Preis bestritt er mit 14. Auf geliehenen Pferden wurde er Reservesieger bei der „AHSA Medal“, dem „Rolex Maclay“ und der „USET Talent Search“. 1997 schrieb Vale Geschichte, als er beim Großen Preis von Roanoke die ersten 5 Plätze belegte. Vale ist bekannt für seine Fähigkeit mit schwierigen Pferden zu arbeiten. Mit den beiden ehemaligen Verweigerern „My Diamond“ und „Mafito“ gewann er nach seiner Umschulung Große Preise.
Vale leitet in Ocala, Florida einen Turnierstall, bereitet nebenbei Rennpferde zum Verkauf vor. Zu seinen ehemaligen Schülern gehört der britische Springreiter William Whitaker.
In der Rolex/USEF Show Jumping Ranking List, die nationale und internationale Erfolge US-amerikanischer Springreiter erfasst, befindet er sich auf Rang 37.

## Pferde
- Valentine
- Paparazzi (* 1997), brauner Westfalenwallach, Vater: Prominenz, Muttervater: Apart, zuvor von Alois Pollmann-Schweckhorst und Lesley McNaught geritten[4][5]
- Copado
- Be lucky
- Tarco (* 1996), brauner Belgischer Warmblutwallach, Vater: Darco, Muttervater: Dawnballet xx, zuvor von Candice King und Joe Fargis geritten, seit 2010 von Jazz Mace geritten[6][5]

## Erfolge
2009
- Weltcup, CSIO***-W Bratislava (Quito), Platz 14
- Ocala (Florida, USA): Sieg in einem 75.000 US-$-Grand Prix und in einem 50.000 US-$-Grand Prix (beide mit Tarco)

2010
- CSI**, Großer Preis von Lexington KY (Paparazzi), Platz 10
- Ocala (Florida, USA): Sieg im 25.000 US-$-Grand Prix mit Paparazzi
- Upperville Colt and Horse Show, Upperville (Virginia, USA): Sieg im 100.000 US-$-Grand Prix mit Paparazzi
- Roanoke (Virginia, USA): Sieg im 50.000 US-$-Grand Prix mit Paparazzi
- Culpeper (Virginia, USA): Sieg in einem 40.000 US-$-Grand Prix mit Paparazzi
- Weltcup, CSI***-W Washington D.C., 2. Platz mit Paparazzi

2011
- Ocala (Florida, USA): 2. Platz im 50.000 US-$-Grand Prix mit Paparazzi
- Upperville Colt and Horse Show, Upperville (Virginia, USA): 2. Platz im 75.000 US-$-Upperville Jumper Classic mit Tibor
- Roanoke (Virginia, USA): Sieg im 50.000 US-$-Grand Prix mit Tibor

2012
- Ocala (Florida, USA), HITS IV: 2. Platz im 50.000 US-$-Grand Prix mit Tibor
- Ocala (Florida, USA), HITS VI: Sieg im 50.000 US-$-Grand Prix mit Tibor
- Ocala (Florida, USA), HITS VII: 2. Platz im 100.000 US-$-Grand Prix mit Honeylands Douglason
- Roanoke (Virginia, USA): Sieg im 50.000 US-$-Grand Prix mit Tibor

2013
- Ocala (Florida, USA), HITS I: 1. Platz im 50.000 US-$-Grand Prix mit Palm Sunday
- Ocala (Florida, USA), HITS IX: 2. Platz im 100.000 US-$-Grand Prix mit Zippo II

2014
- Ocala (Florida, USA), HITS IV: 1. Platz im 50.000 US-$-Grand Prix mit Spirit of Alena

Als seine Karrierehighlights gibt er die Siege im 150.000 US-$-Grand Prix in Upperville und in den 100.000 US-$-Grand Prix von Ocala und Washington D.C. (letzteren zwei Mal) an.